# Psychotria ngollengollei
Psychotria ngollengollei är en måreväxtart som beskrevs av Martin Roy Cheek. Psychotria ngollengollei ingår i släktet Psychotria och familjen måreväxter. Inga underarter finns listade i Catalogue of Life.